# Ларионов, Николай Николаевич (поэт)
Николай Николаевич Ларионов (родился в 1961 г.) — чувашский поэт, прозаик, публицист.

## Биография
Родился 25 апреля 1961 года в селе Новое Ильмово Дрожжановского района Татарской АССР.
С 1995 года состоит в Союзе писателей России, с 1997 года — в Союзе журналистов России.
Основатель и председатель литобъединения «Шевле» (Зарница) при редакции газеты "КАНАШ" с 1997 года. Был заместителем председателя Ульяновской областной чувашской культурно-национальной автономии,  заместителем председателя ульяновского областного чувашского просветительского общества И. Я. Яковлева.
Главный редактор ульяновской областной чувашской газеты «Канаш» с 2002 по 2018 год  (г. Ульяновск).
С апреля 2018 года — главный эксперт Издательского дома "Ульяновская правда". 
Ведущий телепередачи "Гость в студии" на чувашском языке на телевидении Издательского дома "Ульяновская правда" (Улправда ТВ).
Член редколлегии литературного журнала «Тăван Атăл» (Родная Волга), выходящего в Чебоксарах.

## Произведения
Начал сочинять стихи с пятого класса, публиковал их в школьной стенгазете. С 1972 года печатался в районной газете «Сĕнĕ çул» (Новый путь). С 1992 года печатался в чувашских и русских периодических изданиях Ульяновской области и Чувашской Республики, Башкортостана, Татарстана, Самарской области, а также Германии (на немецком языке).
Автор 18 книг. Стихи переведены на русский и венгерский языки, напечатаны в журнале «Зов» (Будапешт).
В 1998 году вышла его первая книга «Чĕре тапнă чух» (Пока бьется сердце).
В 2003 году вышла книга «Чĕмпĕр тăрăхĕнчи „Канаш“ хаçатăн малтанхи тата хальхи утăмĕсем» (Первые шаги и нынешнее функционирование ульяновской газеты «Канаш»).
В 2009 году увидела свет книга «Чун хушнипе пурăнсан» (Жить по совести).
В 2013 году вышла книга «Чăваш тĕнчи аслă» (Бескрайний чувашский мир).
В 2015 году вышла книга «Чĕмпĕрти „Канаш“ хаçат — 25 султа» (Ульяновской газете «Канаш» — 25 лет).
Один из двух составителей книги «Ради безопасности» (о службе ГАИ (ГИБДД) Дрожжановского района Татарстана, 2006).
В 2016 году в Чувашском книжном издательстве вышла книга для детей «Вутхӳре» (Рыжий хвост) (рассказы для детей на чувашском языке).
В январе 2017 года вышла книга «Чĕлхе пулсан пĕтместпĕр ĕмĕрте!» (Будет язык — будем и мы!).
В феврале 2017 года вышла книга «Ялан малти ретре» (Всегда в первых рядах).
В декабре 2017 года вышла книга «Династия фермеров Ивандеевых».
В феврале 2018 года в Чувашском книжном издательстве  вышла десятая книга — «Шураçка» (Шураська) (рассказы для детей на чувашском языке).
В апреле 2019 года в Чебоксарах издана документальная повесть "Подвиг во имя матери".
В мае 2019 года в Чувашском книжном издательстве вышла книга "Шураська" на русском и чувашском языках для детей в переводе автора и Юлии Ларионовой.
В августе 2020 года издана книга "Парижран Байкал таран" (От Парижа до Байкала).
В мае 2021 года вышла книга "Черновая работа".
В феврале 2022 года вышла краеведческая книга на чувашском и русском языках "Пирĕн ял — Çĕнĕ Йĕлмел" (Наше село — Новое Ильмово).
В июле 2022 года в Чувашском книжном издательстве напечатана книга "Анне пилĕ" (Напутствие матери).
В ноябре 2022 года вышла книга "Халимовы".
В июле 2023 года в Чувашском книжном издательстве вышла книга для детей  "Микки мыскарисем" (Приключения Микки).
Составитель литературного альманаха ульяновских чувашских авторов «Шевле çути» (Свет зарницы), который издан в 2000 году.
Редактор литературного журнала «Атăл юрри» (Песня Волги, 2012).
Редактировал более 40 книг местных чувашских авторов.

## Награды
- В 1994 году удостоен Чувашской республиканской литературной премии имени Алексея Талвира.
- В 2001 году в окружном конкурсе журналистов на лучшую публикацию по проблемам гармонизации этнокультурных и конфессиональных отношений в Приволжском Федеральном округе, проходившем в Нижнем Новгороде, занял второе место.
- Памятная медаль УОЧНКА к 160-летию со дня рождения И. Я. Яковлева (2008).
- Заслуженный деятель чувашской национальной культуры (1996).
- Ведомственная медаль «За заслуги в проведении Всероссийской переписи населения 2010 года».
- Почётная грамота губернатора Ульяновской области (2015).
- Почётная грамота Законодательного Собрания Ульяновской области.
- Почётная грамота Союза журналистов Чувашской Республики.
- Две Почётные грамоты Союза писателей России (2019 и 2021).
- Почётная грамота Челябинской областной общественной организации «Чувашский культурный центр» (2017).
- Благодарность Тюменской областной общественной организации "Ассоциация чувашей «Тăван» (2017).
- Два Диплома общественной организации "Национально-культурная автономия чувашей Иркутской области «Юлташ» (2017).
- Заслуженный работник культуры Чувашской Республики (2011).
- Дважды лауреат гранта конкурса министерства печати и информационной политики Чувашской Республики среди авторов рукописей книг для детей и юношества на чувашском языке в номинации «Для дошкольников и учащихся младших классов» за книги «Шураська» (2017) и "Приключения Микки" (2022) .
- Орден Н.Я. Бичурина "За успехи в краеведении" Союза краеведов Чувашской Республики (2021).
- Благодарственное письмо Ульяновского регионального отделения Союза писателей России (2021).
- Благодарственное письмо Союза профессиональных писателей Чувашской Республики (2021).
- Памятная медаль КПРФ "100 лет образования Чувашской Автономной области-Чувашской АССР" (2021).